# Distrikt Sangarará
Der Distrikt Sangarará liegt in der Provinz Acomayo der Region Cusco in Südzentral-Peru. Der Distrikt wurde am 23. Februar 1861 gegründet. Er besitzt eine Fläche von 86 km². Beim Zensus 2017 wurden 3485 Einwohner gezählt. Im Jahr 1993 lag die Einwohnerzahl bei 3992, im Jahr 2007 bei 3753. Die Distriktverwaltung befindet sich in der auf einer Höhe von 3769 m gelegenen Ortschaft Sangarará mit 1391 Einwohnern (Stand 2017). Sangarará liegt 9 km ostsüdöstlich der Provinzhauptstadt Acomayo.

## Geographische Lage
Der Distrikt Sangarará liegt im Andenhochland im Osten der Provinz Acomayo. Im Südosten reicht der Distrikt bis zum nördlichen Seeufer der Laguna Pomacanchi und deren Abfluss, der Quebrada Pata, die weiter östlich in den Río Vilcanota mündet.
Der Distrikt Sangarará grenzt im Südwesten an den Distrikt Pomacanchi, im Nordwesten an den Distrikt Acomayo, im Norden und im Nordosten an die Distrikte Quiquijana und Cusipata (beide in der Provinz Quispicanchi), im Südosten an den Distrikt Checacupe (Provinz Canchis) sowie im Süden an den Distrikt Acopía.

## Ortschaften
Im Distrikt gibt es neben dem Hauptort folgende größere Ortschaften:
- Ihuina (236 Einwohner)
- Marcaconga (1067 Einwohner)
- Union Chahuay (319 Einwohner)
- Yanampampa (222 Einwohner)